# Attenborosaurus
Attenborosaurus és un gènere representat per una única espècie de plesiosaure plesiosàurid que va viure en el Juràssic inferior, en el que avui és Anglaterra.
A jutjar per l'holotip, que són les restes parcials d'un sol exemplar, la mida de la criatura era de 5 metres, i com els seus cosins plesiosaures, era piscívor. A partir de la impressió de la pell trobada amb els ossos, que després va ser destruïda, es presumeix que la criatura tenia una pell membranosa, desproveïda d'escates significativament grans, probablement per la disminució de la resistència a l'aigua.